# Anjea
Anjea – w mitologii aborygeńskiej żeński duch lub istota związana ze sferą płodności znana przez aborygenów w pobliżu rzeki Pennefather, która wkłada dzieci z błota bagiennego w łona matek. Wedle ich zwyczaju, babcia nowo narodzonego dziecka zakopywała łożysko w ziemi, a także zaznacza to miejsce przez wepchnięcie w to miejsce patyków, aby Anjea mogła je znaleźć. Dzięki temu wie, gdzie znajduje się duch ojca (lub jego siostry), którego potrzebuje do ożywienia następnego dziecka. Anjea przechowuje łożysko w wydrążonym drzewie lub podobnym miejscu, dopóki nie nadszedł czas, aby zaszczepić je kolejnemu dziecku w łonie matki.